# ДТ-14
ДТ-14 — марка легкого колісного трактора, що вироблявся Харківським тракторним заводом.
Виробництво проводилось з 1955 по 1959 рік. Трактор призначений для робіт в овочівництві на легких ґрунтах з причіпним та навісним обладнанням, для транспортування вантажів і різних допоміжних робіт. ДТ-14 є результатом модернізації трактора ХТЗ-7. На відміну від свого попередника, на ньому встановлений одноциліндровий дизельний двигун Д-14 потужністю 14 к. с. Для запуску двигуна використовувався бензин. 1957 року з'явилася модифікація ДТ-14А, із запуском двигуна Д-14А на бензині за допомогою електростартера. З кінця 1957 року випускається модифікації ДТ-14Б, в якій електростартер запускав двигун Д-14Б безпосередньо на дизельному паливі. У момент запуску використовувалася знижена ступінь стиснення (декомпресія).